# Lizzie Fletcher
Elizabeth Ann Fletcher (Houston, 13 de febrero de 1975) es una abogada y política estadounidense de Texas. Miembro del Partido Demócrata, representa al 7.º distrito congresional de Texas en la Cámara de Representantes de los Estados Unidos. El distrito incluye gran parte del oeste de Houston.

## Biografía
Fletcher nació en el Memorial Hermann Health System de Houston el 13 de febrero de 1975. Creció en el vecindario River Oaks y se graduó de St. John's School. Dejó Texas para asistir a Kenyon College en Ohio y fue miembro honorífico de la Sociedad Phi Beta Kappa, también asistió a la Facultad de Derecho de William & Mary Law School en Virginia. Regresó a Houston, donde trabajó para el bufete de abogados Vinson & Elkins. Posteriormente, trabajó en Ahmad, Zavitsanos, Anaipakos y Alavi & Mensing, donde conoció a su esposo, Scott, y se convirtió en la primera mujer abogada socia de la firma.

### Cámara de Representantes de los Estados Unidos
En las elecciones de 2018, Fletcher derrotó a Laura Moser en las elecciones primarias del Partido Demócrata después de una elección primaria y de segunda vuelta que dividió drásticamente a los demócratas entre Fletcher (respaldada por el Comité de Campaña del Congreso Demócrata) y Moser (respaldada por Nuestra Revolución). En las elecciones generales del 6 de noviembre, Fletcher hizo campaña contra el titular republicano de nueve mandatos John Culberson, derrotándolo por cinco puntos porcentuales (52,5% a 47,5%). Tras su juramentación el 3 de enero de 2019, Fletcher se convirtió en la primera demócrata y mujer en representar al distrito desde su creación en 1967.
En 2020, Fletcher fue reelegida con el 50,8% de los votos frente al 47,5% del candidato republicano Wesley Hunt. En 2022, Fletcher fue uno de los 16 miembros demócratas que votaron en contra de la Ley de Modernización de la Tarifa de 2022, un paquete antimonopolio que tomaría medidas enérgicas contra las corporaciones por comportamiento anticompetitivo.